# 希氏鰐鯒
希氏鱷鯒，為輻鰭魚綱鮋形目牛尾魚科的其中一種。分布於西印度洋的肯亞海域，屬底棲性魚類，棲息深度在水深280公尺，喜砂泥質海底，以小魚、甲殼類為食。